# Johann Bella
Johann Bella (* 29. November 1885 in Süttör, Königreich Ungarn; † 8. Oktober 1938 in Wulkaprodersdorf) war ein österreichischer Bahnhofsvorstand und Politiker.
Johann Bella wurde als Sohn des Tischlermeisters Johann Bella geboren. Er legte die Privatmatura in Ödenburg ab und arbeitete danach als Kaufmann. 1911 trat er in den Dienst der Eisenbahn und wurde Eisenbahnbeamter bzw. Bahnhofsvorstand von Neufeld an der Leitha. 1913 heiratete er Elisabeth Wetschka, die Schwester von Martin Wetschka. Bella war zwischen 1934 und 1937 Gemeindeverwalter (Bürgermeister) von Neufeld an der Leitha und schied auf eigenes Ansuchen aus diesem Amt. Zudem war er zwischen dem 11. November 1934 und dem 12. März 1938 Abgeordneter zum Ständischen Landtag im Burgenland für den Stand „Handel und Verkehr“.